# Astragalus stepporum
Astragalus stepporum är en ärtväxtart som beskrevs av Dieter Podlech. Astragalus stepporum ingår i släktet vedlar, och familjen ärtväxter. Inga underarter finns listade i Catalogue of Life.